# Murali Nair
Murali Nair (Kerala, 10 de janeiro de 1966) é um cineasta e roteirista indiano.